# Liga Mexicana 1918/19
In 1918/19 werd het zeventiende seizoen gespeeld van de Liga Mexicana de Football Amateur Association, de hoogste voetbalklasse van Mexico. España werd kampioen.
Club América had de naam gewijzigd in Centro Unión.

## Eindstand
| Plaats | Club               | Wed. | W  | G | V | Saldo | Ptn. |
| ------ | ------------------ | ---- | -- | - | - | ----- | ---- |
| 1.     | España FC          | 12   | 10 | 1 | 1 | 19:6  | 21   |
| 2.     | Centro Unión       | 12   | 7  | 1 | 4 | 17:10 | 15   |
| 3.     | Tigres             | 12   | 5  | 5 | 2 | 13:11 | 15   |
| 4.     | Germania FV        | 12   | 3  | 3 | 6 | 13:14 | 9    |
| 5.     | Pachuca AC         | 12   | 4  | 1 | 7 | 13:18 | 9    |
| 6.     | Deportivo Español  | 12   | 3  | 2 | 7 | 5:13  | 8    |
| 7.     | España de Veracruz | 12   | 3  | 1 | 8 | 9:17  | 7    |

|  | Kampioen |

### Kampioen
| Liga Mexicana de 1917/18   |
| Mexico                     |
| -------------------------- |
| ESPAÑA Kampioen (5° titel) |

## Topschutters
| Speler                      | Speler           | Goals | Club      |
| --------------------------- | ---------------- | ----- | --------- |
| Vlag van Spanje (1785-1931) | Lázaro Ibarreche | 11    | España FC |